# Kombissiri
Kombissiri är Burkina Fasos 14:e största stad. Kombissiri ligger i regionen Centre-Sud.